# Vierge moderne
"Vierge moderne" är en dikt av den finlandssvenska poeten Edith Södergran. Den publicerades första gången i diktsamlingen Dikter från 1916. Dikten är en hyllning till en självständig, individuell kvinna med en erotisk underton. Kvinnan bryter sig ut ur ett kvinnligt kollektiv och formulerar ett eget jag, som dessutom är ett neutrum. Jaget framträder tydligt genom att dikten i anafor-form inleder varje rad med ett "Jag är".

## Mottagande av diktsamlingen
I en recension i Hufvudstadsbladet den 22 december 1916 beskrev Holger Nohrström Dikter som en ojämn men originell samling. Han framhöll styrkan i Edith Södergrans lyriska temperament och lyfte fram poesins subjektiva och impressionistiska karaktär. Samtidigt kritiserade han bristen på form i vissa dikter och efterlyste större självkritik. Trots detta såg han i debuten ett nytt och värdefullt inslag i samtida lyrik.